# Melanichneumon coreanus
Melanichneumon coreanus là một loài tò vò trong họ Ichneumonidae.